# Partido de la Concordia Social
El Partido de la Concordia Social es un partido político provincial de la Argentina, de la Provincia de Misiones.
El partido surgió en 2003 integrado por simpatizantes del gobernador de Misiones, Carlos Rovira, quien buscaba su reelección. Nació integrado por miembros de la Unión Cívica Radical y del Partido Justicialista (que en ese momento eran los dos partidos más fuertes de la provincia y del país), además de miembros de otros pequeños partidos políticos locales como Movimiento por un Nuevo país y Progreso Social. Forma parte de la alianza provincial Frente Renovador de la Concordia junto al Movimiento de Integración y Desarrollo, el Partido Justicialista, Frente Grande, Causa Popular, Memoria y Movilización Social, el Partido de la Participación Ciudadana, y el Partido Proyecto Popular. 
Desde ese momento el FRCS posee la gobernación de la provincia y han ganado con comodidad todas las elecciones a gobernador y las elecciones legislativas intermedias, teniendo mayoría en la Cámara de Representantes. Han concentrado el poder político relegando a la UCR y al PJ. En las elecciones de 2015 obtuvo las intendencias de los 75 municipios y en 2019 obtuvo 73 de 76 posibles (creación de Pozo Azul).

## Representantes en el Congreso Nacional
Diputados Nacionales
| Bloque Frente de la Concordia Misionero Presidente: Diego Horacio Sartori | Bloque Frente de la Concordia Misionero Presidente: Diego Horacio Sartori | Bloque Frente de la Concordia Misionero Presidente: Diego Horacio Sartori | Bloque Frente de la Concordia Misionero Presidente: Diego Horacio Sartori | Bloque Frente de la Concordia Misionero Presidente: Diego Horacio Sartori |
| Retrato                                                                   | Nombre                                                                    | Mandato                                                                   | Mandato                                                                   |                                                                           |
| Retrato                                                                   | Nombre                                                                    | Inicio                                                                    | Fin                                                                       |                                                                           |
| ------------------------------------------------------------------------- | ------------------------------------------------------------------------- | ------------------------------------------------------------------------- | ------------------------------------------------------------------------- | ------------------------------------------------------------------------- |
|                                                                           | Carlos Alberto Fernández                                                  | 2021                                                                      | 2025                                                                      |                                                                           |
| Daniel Vancsik, diputado nacional.                                        | Daniel Vancsik                                                            | 2023                                                                      | 2027                                                                      |                                                                           |
| Yamila Ruíz, diputada nacional.                                           | Yamila Lisette Ruíz                                                       | 2023                                                                      | 2027                                                                      |                                                                           |
| Pedro Alberto Arrúa, diputado nacional.                                   | Pedro Alberto Arrúa                                                       | 2023                                                                      | 2027                                                                      |                                                                           |

Senadores Nacionales
| Retrato | Nombre                      | Bloque             | Mandato | Mandato |
| Retrato | Nombre                      | Bloque             | Inicio  | Fin     |
| ------- | --------------------------- | ------------------ | ------- | ------- |
|         | Carlos Omar Arce            | Innovación Federal | 2023    | 2029    |
|         | Sonia Elizabeth Rojas Decut | Innovación Federal | 2023    | 2029    |

## Resultados electorales

### Cámara de Representantes de la Provincia de Misiones
| Año  | Votos   | %     | Resultado | Total |
| ---- | ------- | ----- | --------- | ----- |
| 2003 | 209 948 | 47.20 | 9/15      |       |
| 2005 | 189 790 | 44.79 | 12/20     | 21/35 |
| 2007 | 168 186 | 38.39 | 9/20      | 21/40 |
| 2009 | 208 271 | 46.29 | 12/20     | 21/40 |
| 2011 | 366 871 | 75.69 | 18/20     | 30/40 |
| 2013 | 171 235 | 34.13 | 9/20      | 27/40 |
| 2015 | 394 948 | 63.81 | 14/20     | 23/40 |
| 2017 | 268 299 | 41.29 | 10/20     | 24/40 |
| 2019 | 491 231 | 72.86 | 16/20     | 26/40 |
| 2021 | 235 546 | 46.56 | 11/20     | 27/40 |
| 2023 | 429 961 | 66.05 | 14/20     | 25/40 |
| 2025 | 153 188 | 28.89 | 7/20      | 21/40 |

### Elecciones a gobernador de 2003
Carlos Rovira fue reelecto con el 48% de los votos frente al 33% de su antecesor Ramón Puerta del Partido Justicialista. Su vicegobernador fue Pablo Tschirsch. 
En las elecciones legislativas de 2005, el partido ganó por 46% a 28% ante el Frente para la Victoria, colocando como diputados nacionales a Miguel Ángel Iturrieta y Lía Fabiola Bianco.
En junio de 2006 el FRCS llamó a un escrutinio para que el entonces gobernador y hasta hoy jefe del partido, Carlos Rovira, pudiera ser reelegido indefinidamente como gobernador de la provincia. El escrutinio resultó negativo, con el 56% de los votos. El referente de la "campaña por el no" fue el obispo de la diócesis de Iguazú, Joaquín Piña.

### Elecciones a gobernador de 2007
Triunfó la fórmula Maurice Closs gobernador - Sandra Giménez vicegobernadora, por el 38% frente al 28% de Pablo Tschirsch, vicegobernador en ejercicio que pasó al Frente Para la Victoria. Fueron elegidos senadores nacionales Eduardo Torres y Élida Vigo.
En las elecciones legislativas de 2009 el partido, con Alex Ziegler y Silvia Risko a la cabeza, se impuso por 48% a 17% frente al Unión Pro-Dignidad de Ramón Puerta, ingresando los tres nombrados como diputados nacionales.

### Elecciones a gobernador de 2011
La lista de Maurice Closs gobernador - Hugo Passalacqua vicegobernador obtuvo un triunfo récord con el 75% de los votos frente al 6% del empresario Claudio Wipplinger, dueño del diario entonces opositor "Primera Edición", en una muy mala elección provincial del FpV y la UCR.
En las elecciones legislativas de 2013 el partido renovó a Alex Ziegler y Silvia Risko como diputados nacionales, esta vez con el 43% frente al 26% de Luis Pastori de la UCR. 

### Elecciones a gobernador de 2015
Se realizaron conjuntamente con las elecciones presidenciales nacionales. Por única vez hasta el momento, el partido se alió con el Frente para la Victoria. La lista de Hugo Passalacqua como gobernador y Oscar Herrera-Ahuad como vicegobernador, apoyando a Daniel Scioli como presidente, se impuso con el 64% de los votos sobre el 13,5% del Frente Vamos Juntos de Alex Ziegler que apoyó a Mauricio Macri.
En las legislativas del 2017 obtuvo 43% frente al 34% de Luis Pastori del Frente Cambiemos (Pro+UCR).

### Elecciones de 2019
Las elecciones a gobernador se adelantaron a junio brindando la victoria a Oscar Herrera-Ahuad con el 72% de los votos frente al 18% de Humberto Schiavoni, líder del PRO a nivel nacional.
En las PASO nacionales de 2019, el partido perdió una elección por primera vez, la de diputados nacionales por la provincia de Misiones, ante la boleta del Frente de Todos encabezada por María Cristina Brítez. Esto seguramente fue una consecuencia de la estrategia de "boleta corta". Sin embargo, las PASO son solamente un resultado preliminar y resta ver qué ocurre en las generales de octubre.

## El "Misionerismo"
El partido apoyó desde su creación a la gestión peronista del expresidente Néstor Kirchner y luego a la de su esposa, Cristina Fernández, ambos del Frente para la Victoria. Sin embargo el apoyo no fue pleno y el partido siempre conservó cierta independencia. De hecho el FpV le disputó la gobernación de la provincia en 2003, 2007 y 2011 y presentó listas aparte en las elecciones legislativas nacionales, excepto en 2015, donde ambos partidos llegaron a un acuerdo.

Durante la gestión de Mauricio Macri como Presidente de la Nación, el FRCS empezó a mostrarse aún más neutral, y en las elecciones presidenciales de 2019 no tomó posición, en lo que parece ser una estrategia independentista del partido luego de los buenos resultados en las urnas, para conservar el poder más allá de lo que suceda con los vaivenes de la política nacional. La palabra "misionerismo" venía siendo usada por el partido desde hace varios años, pero desde que el mismo adquirió esta versión más aislada de lo nacional, la palabra toma una connotación más profunda: 
"Los misioneros y las misioneras tomamos hace unos años una decisión histórica, refrendada el 2 de junio, de ir hacia un proyecto social, político, económico, misionerista. Nuestro, nuestro. Que nadie nos diga de afuera lo que tenemos que hacer o dejar de hacer [...]. Las provincias son más importantes que la Nación [...]. A nivel nacional hacé lo que te plazca, pero con total des estrés, no hay voto equivocado a nivel nacional" Gobernador Hugo Passalacqua, spot de campaña 2019. 
Este discurso misionerista está también relacionado con ciertas políticas económicas de "aislacionismo" o "desarrollo endógeno" (dependiendo de si la connotación positiva o negativa) como la búsqueda del auto abastecimiento en el mercado de carne vacuna o la "aduana interna" de la Dirección General de Rentas de Misiones.

## Conflicto con el nombre «Frente Renovador»

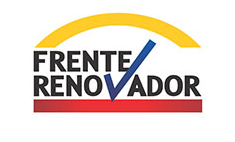
Logo del Partido antes del cambio de nombre

A pesar de utilizar el nombre de Frente Renovador al presentarse en las elecciones, oficialmente se encuentra inscrito como Partido de la Concordia Social. En 2013, el entonces Intendente de Tigre, Sergio Massa, creó el Frente Renovador a nivel nacional, como plataforma para postularse a Diputado nacional y más tarde, presidente en 2015.
Ante ello, se intentó cambiar el nombre del Partido de la Concordia Social, al de Frente Renovador, por lo menos en Misiones. El hecho desencadenó un litigio judicial, ya que el uso del nombre Frente Renovador podría ser confuso para el electorado. El 4 de septiembre de 2014, la Cámara Nacional Electoral falló a favor del Frente Renovador de Sergio Massa, imposibilitando que el Partido de la Concordia Social utilice el nombre de Frente Renovador.